# Patrick Carter, Baron Carter of Coles

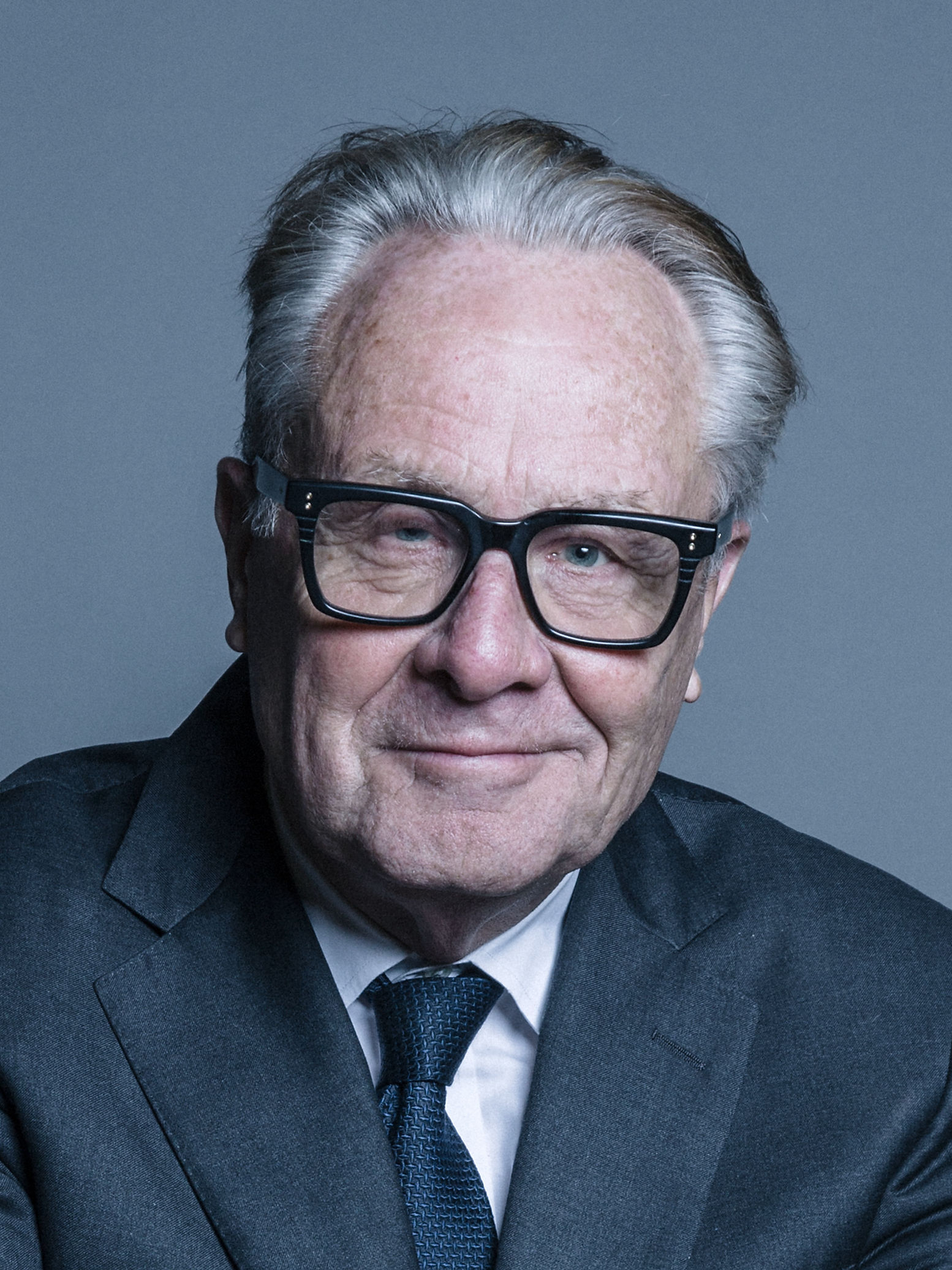
Patrick Carter, Baron Carter of Coles

Patrick Robert Carter, Baron Carter of Coles (* 9. Februar 1946) ist ein britischer Politiker der Labour Party und als Life Peer Mitglied des House of Lords.

## Leben und Karriere
Carter besuchte die Brentwood School in Essex und absolvierte ein Studium an der Durham University. Dieses schloss er 1967 mit einem Bachelor of Arts in Wirtschaftswissenschaften und Wirtschaftsgeschichte ab.
Seine berufliche Laufbahn begann er 1967 bei der Hambros Bank Ltd, wo er bis 1970 tätig war. Anschließend war er bis 1975 Direktor der Whitecross Equipment Ltd. Von 1975 bis 1985 war er bei der MAI Ltd beschäftigt und für Westminister Healthcare plc arbeitete er von 1975 bis 1999.
Carter übte mehrere ehrenamtliche und karitative Ämter aus.
Von 1998 bis 2002 war er Non-executive Member des Prisons Board/Strategy Board for Correctional Services und von 2002 bis 2006 des Home Office General Board. Er war Vorsitzender (Chair) des National Athletics Review, des Review of Payroll Services, 2006 beim Criminal Records Bureau und 2008 beim NHS-Pathologie-Services. 2009 war er Vorsitzender des Review of Courts Estate und hatte auch den Vorsitz beim Competition and Co-operation Panel inne. Weiters war er  von 2002 bis September 2006 Vorsitzender (Chair) von Sport England.
Carter ist Direktor der McKesson Information Solutions UK Ltd, der Versicherung Primary Group Ltd, Shareholders Executive und Castle Cover Ltd sowie Berater (Advisor) von Warburg Pincus International Ltd.
Im März 2012 kam es zu einer öffentlichen Diskussion bezüglich Interessenkonflikt bei seinen zahlreichen Tätigkeiten, unter anderem für NHS Co-operation, Competition Panel (CCP) und dem US-amerikanischen „Pharmariesen“ McKesson.

## Mitgliedschaft im House of Lords
Carter wurde am 8. Juni 2004 zum Life Peer als Baron Carter of Coles, of Westmill in the County of Hertfordshire ernannt. Dies geschah auf Empfehlung von Premierminister Tony Blair. Die offizielle Einführung ins House of Lords erfolgte am 22. Juni 2004 mit der Unterstützung von Herbert Laming, Baron Laming und Norman Warner. Seine Antrittsrede hielt er am 12. November 2004 zum Thema der alternden Gesellschaft. Seine Anwesenheit bei Sitzungstagen liegt im mittleren Bereich und nahm ab 2011 etwas zu.
Er ist Vorsitzender (Chairman) des EU Agriculture, Fisheries and Environment Sub-Committee.

## Familie
Carter, der in Hertfordshire lebt, heiratete 1969 Julia Katharine Helen Bourne, mit der er zwei Töchter hat. Seine Hobbys umfassen Gartenarbeit, lesen, spazieren gehen, Ski fahren und die Oper.
Bei beiden Hochzeiten von Jack Straw war Carter Trauzeuge.